# Gustav Ernst (Maler)
Gustav Adolf Ernst (* 21. März 1858 in Elsterberg; † 5. Dezember 1945 in Bad Dürkheim) war ein deutscher Maler, der auch als Pfälzer Winzer-Maler bezeichnet wird, weil viele seiner Werke den Weinbau in der Pfalz betreffen.

## Leben
Er war der Sohn des Webers Louis Ernst aus dem im Vogtland gelegenen Elsterberg, besuchte die Kunstgewerbeschule in München, lernte bei einigen anderen Malern und eignete sich viel selbst an. Anschließend arbeitete er drei Jahrzehnte als Dekorationsmaler in verschiedenen Orten, neben München auch Zürich, Mannheim und Nürnberg. Von 1902 bis 1913 besaß er ein Atelier in Bad Dürkheim. Dorthin kehrte er im Alter zurück und lebte hier von 1934 bis zu seinem Tod 1945.
Gustav Ernst war Mitglied der Nürnberger Kunstgenossenschaft.

## Ehrungen
In der Stadt Bad Dürkheim wurde eine Straße nach Gustav Ernst benannt. Im März 2023 entschied der Stadtrat Bad Dürkheims, die Maler-Ernst-Straße zum 1. Januar 2024 wegen Ernsts Nähe zum Nationalsozialismus in Rudolph-Christmann-Straße nach dem Abgeordneten des pfälzischen Wahlkreises (Neustadt an der Weinstraße) in der Frankfurter Nationalversammlung umzubenennen. In seinem Tagebuch hatten sich antisemitische Einträge und Hitler-Verherrlichungen gefunden. Eine Bürgerinitiative sammelte Unterschriften für ein Bürgerbegehren und setzte einen Bürgerentscheid am 24. September 2023 durch, an dem sich 38 Prozent der wahlberechtigten Bad Dürkheimer beteiligten. Abgestimmt wurde außerdem über die nach dem Heimatdichter Karl Räder und dem Lehrer und Hobbyastronomen Philipp Fauth benannten Straßen der Stadt. 73,7 Prozent (4256 Stimmen) der wahlberechtigten Bad Dürkheimer votierten für die Beibehaltung der Straßennamen, 26,3 Prozent (1522 Stimmen) stimmten dagegen.